# Aeroporto Municipal de Platteville
Aeroporto Municipal Platteville (ICAO: KPVB, FAA LID: PVB) é um aeroporto de uso público de propriedade da cidade localizado a três milhas náuticas (6 km) a sudeste do distrito comercial central de Platteville, uma cidade no condado de Grant, Wisconsin, Estados Unidos. Está incluído no Plano Nacional de Sistemas Aeroportuários Integrados da FAA (Federal Aviation Administration) para 2017–2021, no qual é categorizado como uma instalação de aviação geral local.
Embora a maioria dos aeroportos dos EUA use o mesmo identificador de localização de três letras para a FAA e a IATA, este aeroporto recebe o PVB da FAA, mas não tem designação da IATA.

## Instalações e aeronaves
O Aeroporto Municipal de Platteville cobre uma área de 533 acres (216 ha) a uma altitude de 1.024 pés (312 m) acima do nível médio do mar. Possui duas pistas pavimentadas de asfalto: 15/33 é 3.999 por 75 pés (1.219 x 23 m); 7/25 é 3,599 por 75 pés (1,097 x 23 m).
Um sinal não direcional foi localizado na instalação, 203 kHz, ident PVB. No entanto, o NDB foi desativado em 2011.
Base fixa operador: A&A Aviação
Para o período de 12 meses encerrado em 2 de junho de 2015, o aeroporto teve 20.550 operações de aeronaves, uma média de 56 por dia: 97% de aviação geral, 3% de táxi aéreo e menos de 1% de militares. Em março de 2018, havia 28 aeronaves com base neste aeroporto: 25 monomotores, 1 multimotor e 2 helicópteros.